# Tournoi des États-Unis de rugby à sept 2016
Navigation
2015 2017
Le Tournoi des États-Unis de rugby à sept 2016 est la cinquième étape de la saison 2015-2016 du World Rugby Sevens Series. Elle se déroule sur trois jours les 4, 5 et 6 mars 2016 au Sam Boyd Stadium à Las Vegas, aux États-Unis. L'équipe des Fidji gagne le tournoi en battant en finale l'équipe d'Australie sur le score de 21 à 15.

## Équipes participantes
Seize équipes participent au tournoi (quinze équipes permanentes plus une invitée) :
- Afrique du Sud
- Angleterre
- Argentine
- Australie
- Canada
- Écosse
- États-Unis
- France
- Fidji
- Pays de Galles
- Kenya
- Nouvelle-Zélande
- Portugal
- Russie
- Samoa
- Japon (invitée)

## Phase de poules

### Poule A
| Rang | Pays             | J | V | N | D | Pm | Pe  | Diff | Pts |
| ---- | ---------------- | - | - | - | - | -- | --- | ---- | --- |
| 1    | Kenya            | 3 | 3 | 0 | 0 | 84 | 21  | +63  | 9   |
| 2    | Nouvelle-Zélande | 3 | 2 | 0 | 1 | 80 | 29  | +51  | 7   |
| 3    | Russie           | 3 | 1 | 0 | 2 | 52 | 62  | -10  | 5   |
| 4    | Portugal         | 3 | 0 | 0 | 3 | 7  | 111 | -104 | 3   |

| 4 mars 2016 15 h 51 UTC−08:00 | Nouvelle-Zélande | 42 - 7 | Portugal | Sam Boyd Stadium, Las Vegas |
| 4 mars 2016 15 h 51 UTC−08:00 |                  |        |          | Sam Boyd Stadium, Las Vegas |
| 4 mars 2016 15 h 51 UTC−08:00 |                  |        |          | Sam Boyd Stadium, Las Vegas |

| 4 mars 2016 16 h 13 UTC−08:00 | Kenya | 24 - 21 | Russie | Sam Boyd Stadium, Las Vegas |
| 4 mars 2016 16 h 13 UTC−08:00 |       |         |        | Sam Boyd Stadium, Las Vegas |
| 4 mars 2016 16 h 13 UTC−08:00 |       |         |        | Sam Boyd Stadium, Las Vegas |

| 4 mars 2016 18 h 52 UTC−08:00 | Nouvelle-Zélande | 38 - 0 | Russie | Sam Boyd Stadium, Las Vegas |
| 4 mars 2016 18 h 52 UTC−08:00 |                  |        |        | Sam Boyd Stadium, Las Vegas |
| 4 mars 2016 18 h 52 UTC−08:00 |                  |        |        | Sam Boyd Stadium, Las Vegas |

| 4 mars 2016 19 h 14 UTC−08:00 | Kenya | 38 - 0 | Portugal | Sam Boyd Stadium, Las Vegas |
| 4 mars 2016 19 h 14 UTC−08:00 |       |        |          | Sam Boyd Stadium, Las Vegas |
| 4 mars 2016 19 h 14 UTC−08:00 |       |        |          | Sam Boyd Stadium, Las Vegas |

| 5 mars 2016 11 h 54 UTC−08:00 | Nouvelle-Zélande | 0 - 22 | Kenya | Sam Boyd Stadium, Las Vegas |
| 5 mars 2016 11 h 54 UTC−08:00 |                  |        |       | Sam Boyd Stadium, Las Vegas |
| 5 mars 2016 11 h 54 UTC−08:00 |                  |        |       | Sam Boyd Stadium, Las Vegas |

| 5 mars 2016 11 h 32 UTC−08:00 | Portugal | 0 - 31 | Russie | Sam Boyd Stadium, Las Vegas |
| 5 mars 2016 11 h 32 UTC−08:00 |          |        |        | Sam Boyd Stadium, Las Vegas |
| 5 mars 2016 11 h 32 UTC−08:00 |          |        |        | Sam Boyd Stadium, Las Vegas |

### Poule B
| Rang | Pays       | J | V | N | D | Pm | Pe | Diff | Pts |
| ---- | ---------- | - | - | - | - | -- | -- | ---- | --- |
| 1    | Australie  | 3 | 3 | 0 | 0 | 97 | 12 | +85  | 9   |
| 2    | Japon      | 3 | 1 | 1 | 1 | 50 | 73 | -23  | 6   |
| 3    | Écosse     | 3 | 1 | 0 | 2 | 43 | 66 | -23  | 5   |
| 4    | Angleterre | 3 | 0 | 1 | 2 | 40 | 79 | -39  | 4   |

| 4 mars 2016 18 h 08 UTC−08:00 | Australie | 26 - 0 | Écosse | Sam Boyd Stadium, Las Vegas |
| 4 mars 2016 18 h 08 UTC−08:00 |           |        |        | Sam Boyd Stadium, Las Vegas |
| 4 mars 2016 18 h 08 UTC−08:00 |           |        |        | Sam Boyd Stadium, Las Vegas |

| 4 mars 2016 18 h 30 UTC−08:00 | Angleterre | 19 - 19 | Japon | Sam Boyd Stadium, Las Vegas |
| 4 mars 2016 18 h 30 UTC−08:00 |            |         |       | Sam Boyd Stadium, Las Vegas |
| 4 mars 2016 18 h 30 UTC−08:00 |            |         |       | Sam Boyd Stadium, Las Vegas |

| 4 mars 2016 21 h 04 UTC−08:00 | Australie | 35 - 5 | Japon | Sam Boyd Stadium, Las Vegas |
| 4 mars 2016 21 h 04 UTC−08:00 |           |        |       | Sam Boyd Stadium, Las Vegas |
| 4 mars 2016 21 h 04 UTC−08:00 |           |        |       | Sam Boyd Stadium, Las Vegas |

| 4 mars 2016 21 h 26 UTC−08:00 | Angleterre | 14 - 24 | Écosse | Sam Boyd Stadium, Las Vegas |
| 4 mars 2016 21 h 26 UTC−08:00 |            |         |        | Sam Boyd Stadium, Las Vegas |
| 4 mars 2016 21 h 26 UTC−08:00 |            |         |        | Sam Boyd Stadium, Las Vegas |

| 5 mars 2016 13 h 46 UTC−08:00 | Australie | 36 - 7 | Angleterre | Sam Boyd Stadium, Las Vegas |
| 5 mars 2016 13 h 46 UTC−08:00 |           |        |            | Sam Boyd Stadium, Las Vegas |
| 5 mars 2016 13 h 46 UTC−08:00 |           |        |            | Sam Boyd Stadium, Las Vegas |

| 5 mars 2016 13 h 24 UTC−08:00 | Écosse | 19 - 26 | Japon | Sam Boyd Stadium, Las Vegas |
| 5 mars 2016 13 h 24 UTC−08:00 |        |         |       | Sam Boyd Stadium, Las Vegas |
| 5 mars 2016 13 h 24 UTC−08:00 |        |         |       | Sam Boyd Stadium, Las Vegas |

### Poule C
| Rang | Pays      | J | V | N | D | Pm | Pe | Diff | Pts |
| ---- | --------- | - | - | - | - | -- | -- | ---- | --- |
| 1    | Fidji     | 3 | 2 | 0 | 1 | 81 | 52 | +29  | 7   |
| 2    | Argentine | 3 | 2 | 0 | 1 | 63 | 34 | +29  | 7   |
| 3    | France    | 3 | 1 | 0 | 2 | 50 | 52 | -2   | 5   |
| 4    | Samoa     | 3 | 1 | 0 | 2 | 57 | 80 | -23  | 5   |

| 4 mars 2016 17 h 19 UTC−08:00 | Fidji | 24 - 28 | Samoa | Sam Boyd Stadium, Las Vegas |
| 4 mars 2016 17 h 19 UTC−08:00 |       |         |       | Sam Boyd Stadium, Las Vegas |
| 4 mars 2016 17 h 19 UTC−08:00 |       |         |       | Sam Boyd Stadium, Las Vegas |

| 4 mars 2016 17 h 41 UTC−08:00 | Argentine | 26 - 7 | France | Sam Boyd Stadium, Las Vegas |
| 4 mars 2016 17 h 41 UTC−08:00 |           |        |        | Sam Boyd Stadium, Las Vegas |
| 4 mars 2016 17 h 41 UTC−08:00 |           |        |        | Sam Boyd Stadium, Las Vegas |

| 4 mars 2016 20 h 20 UTC−08:00 | Fidji | 42 - 12 | France | Sam Boyd Stadium, Las Vegas |
| 4 mars 2016 20 h 20 UTC−08:00 |       |         |        | Sam Boyd Stadium, Las Vegas |
| 4 mars 2016 20 h 20 UTC−08:00 |       |         |        | Sam Boyd Stadium, Las Vegas |

| 4 mars 2016 20 h 42 UTC−08:00 | Argentine | 25 - 12 | Samoa | Sam Boyd Stadium, Las Vegas |
| 4 mars 2016 20 h 42 UTC−08:00 |           |         |       | Sam Boyd Stadium, Las Vegas |
| 4 mars 2016 20 h 42 UTC−08:00 |           |         |       | Sam Boyd Stadium, Las Vegas |

| 5 mars 2016 12 h 38 UTC−08:00 | Fidji | 15 - 12 | Argentine | Sam Boyd Stadium, Las Vegas |
| 5 mars 2016 12 h 38 UTC−08:00 |       |         |           | Sam Boyd Stadium, Las Vegas |
| 5 mars 2016 12 h 38 UTC−08:00 |       |         |           | Sam Boyd Stadium, Las Vegas |

| 5 mars 2016 12 h 16 UTC−08:00 | Samoa | 17 - 31 | France | Sam Boyd Stadium, Las Vegas |
| 5 mars 2016 12 h 16 UTC−08:00 |       |         |        | Sam Boyd Stadium, Las Vegas |
| 5 mars 2016 12 h 16 UTC−08:00 |       |         |        | Sam Boyd Stadium, Las Vegas |

### Poule D
| Rang | Pays           | J | V | N | D | Pm | Pe | Diff | Pts |
| ---- | -------------- | - | - | - | - | -- | -- | ---- | --- |
| 1    | Afrique du Sud | 3 | 3 | 0 | 0 | 98 | 14 | +84  | 9   |
| 2    | États-Unis     | 3 | 1 | 1 | 1 | 45 | 67 | -22  | 6   |
| 3    | Pays de Galles | 3 | 1 | 0 | 2 | 36 | 65 | -29  | 5   |
| 4    | Canada         | 3 | 0 | 1 | 2 | 43 | 76 | -33  | 4   |

| 4 mars 2016 16 h 35 UTC−08:00 | Afrique du Sud | 33 - 7 | Canada | Sam Boyd Stadium, Las Vegas |
| 4 mars 2016 16 h 35 UTC−08:00 |                |        |        | Sam Boyd Stadium, Las Vegas |
| 4 mars 2016 16 h 35 UTC−08:00 |                |        |        | Sam Boyd Stadium, Las Vegas |

| 4 mars 2016 16 h 57 UTC−08:00 | États-Unis | 19 - 12 | Pays de Galles | Sam Boyd Stadium, Las Vegas |
| 4 mars 2016 16 h 57 UTC−08:00 |            |         |                | Sam Boyd Stadium, Las Vegas |
| 4 mars 2016 16 h 57 UTC−08:00 |            |         |                | Sam Boyd Stadium, Las Vegas |

| 4 mars 2016 19 h 58 UTC−08:00 | Afrique du Sud | 36 - 7 | Pays de Galles | Sam Boyd Stadium, Las Vegas |
| 4 mars 2016 19 h 58 UTC−08:00 |                |        |                | Sam Boyd Stadium, Las Vegas |
| 4 mars 2016 19 h 58 UTC−08:00 |                |        |                | Sam Boyd Stadium, Las Vegas |

| 4 mars 2016 19 h 36 UTC−08:00 | États-Unis | 26 - 26 | Canada | Sam Boyd Stadium, Las Vegas |
| 4 mars 2016 19 h 36 UTC−08:00 |            |         |        | Sam Boyd Stadium, Las Vegas |
| 4 mars 2016 19 h 36 UTC−08:00 |            |         |        | Sam Boyd Stadium, Las Vegas |

| 5 mars 2016 14 h 35 UTC−08:00 | Afrique du Sud | 29 - 0 | États-Unis | Sam Boyd Stadium, Las Vegas |
| 5 mars 2016 14 h 35 UTC−08:00 |                |        |            | Sam Boyd Stadium, Las Vegas |
| 5 mars 2016 14 h 35 UTC−08:00 |                |        |            | Sam Boyd Stadium, Las Vegas |

| 5 mars 2016 14 h 08 UTC−08:00 | Canada | 10 - 17 | Pays de Galles | Sam Boyd Stadium, Las Vegas |
| 5 mars 2016 14 h 08 UTC−08:00 |        |         |                | Sam Boyd Stadium, Las Vegas |
| 5 mars 2016 14 h 08 UTC−08:00 |        |         |                | Sam Boyd Stadium, Las Vegas |

## Phase finale
Résultats de la phase finale.

### Tournois principaux

#### Cup
|  | Quarts de finale                | Quarts de finale                |                                 |                                 | Demi-finales                    | Demi-finales                    |    |  | Finale                          | Finale                          |
|  | Quarts de finale                | Quarts de finale                |                                 |                                 | Demi-finales                    | Demi-finales                    |    |  | Finale                          | Finale                          |
|  |                                 |                                 |                                 |                                 |                                 |                                 |    |  |                                 |                                 |
|  | 5 mars 2016 - 17 h 31 UTC−08:00 | 5 mars 2016 - 17 h 31 UTC−08:00 |                                 |                                 | 6 mars 2016 - 12 h 50 UTC−08:00 | 6 mars 2016 - 12 h 50 UTC−08:00 |    |  | 6 mars 2016 - 15 h 57 UTC−08:00 | 6 mars 2016 - 15 h 57 UTC−08:00 |
|  | 5 mars 2016 - 17 h 31 UTC−08:00 | 5 mars 2016 - 17 h 31 UTC−08:00 |                                 |                                 | 6 mars 2016 - 12 h 50 UTC−08:00 | 6 mars 2016 - 12 h 50 UTC−08:00 |    |  | 6 mars 2016 - 15 h 57 UTC−08:00 | 6 mars 2016 - 15 h 57 UTC−08:00 |
|  | Kenya                           | 14                              |                                 |                                 | 6 mars 2016 - 12 h 50 UTC−08:00 | 6 mars 2016 - 12 h 50 UTC−08:00 |    |  | 6 mars 2016 - 15 h 57 UTC−08:00 | 6 mars 2016 - 15 h 57 UTC−08:00 |
|  | Kenya                           | 14                              |                                 |                                 | 6 mars 2016 - 12 h 50 UTC−08:00 | 6 mars 2016 - 12 h 50 UTC−08:00 |    |  | 6 mars 2016 - 15 h 57 UTC−08:00 | 6 mars 2016 - 15 h 57 UTC−08:00 |
|  | États-Unis                      | 26                              |                                 |                                 | 6 mars 2016 - 12 h 50 UTC−08:00 | 6 mars 2016 - 12 h 50 UTC−08:00 |    |  | 6 mars 2016 - 15 h 57 UTC−08:00 | 6 mars 2016 - 15 h 57 UTC−08:00 |
|  | États-Unis                      | 26                              | États-Unis                      | 14                              |                                 |                                 |    |  | 6 mars 2016 - 15 h 57 UTC−08:00 | 6 mars 2016 - 15 h 57 UTC−08:00 |
|  | 5 mars 2016 - 17 h 53 UTC−08:00 |                                 | États-Unis                      | 14                              |                                 |                                 |    |  | 6 mars 2016 - 15 h 57 UTC−08:00 | 6 mars 2016 - 15 h 57 UTC−08:00 |
|  |                                 | Fidji                           | 21                              |                                 |                                 |                                 |    |  | 6 mars 2016 - 15 h 57 UTC−08:00 | 6 mars 2016 - 15 h 57 UTC−08:00 |
|  | Fidji                           | Fidji                           | 21                              | 43                              |                                 |                                 |    |  | 6 mars 2016 - 15 h 57 UTC−08:00 | 6 mars 2016 - 15 h 57 UTC−08:00 |
|  | Fidji                           |                                 |                                 | 43                              |                                 |                                 |    |  | 6 mars 2016 - 15 h 57 UTC−08:00 | 6 mars 2016 - 15 h 57 UTC−08:00 |
|  | Japon                           | 7                               |                                 |                                 |                                 |                                 |    |  | 6 mars 2016 - 15 h 57 UTC−08:00 | 6 mars 2016 - 15 h 57 UTC−08:00 |
|  | Japon                           | 7                               | Fidji                           | 21                              |                                 |                                 |    |  |                                 |                                 |
|  | 5 mars 2016 - 18 h 15 UTC−08:00 |                                 | Fidji                           | 21                              |                                 |                                 |    |  |                                 |                                 |
|  |                                 | Australie                       | 15                              |                                 |                                 |                                 |    |  |                                 |                                 |
|  | Afrique du Sud                  | Australie                       | 15                              | 14                              |                                 |                                 |    |  |                                 |                                 |
|  | Afrique du Sud                  | 6 mars 2016 - 13 h 12 UTC−08:00 |                                 | 14                              |                                 |                                 |    |  |                                 |                                 |
|  | Nouvelle-Zélande                | 7                               |                                 |                                 |                                 |                                 |    |  |                                 |                                 |
|  | Nouvelle-Zélande                | 7                               | Afrique du Sud                  | 12                              |                                 |                                 |    |  |                                 |                                 |
|  | 5 mars 2016 - 18 h 37 UTC−08:00 | 5 mars 2016 - 18 h 37 UTC−08:00 | Afrique du Sud                  | 12                              | Match pour la 3e place          | Match pour la 3e place          |    |  |                                 |                                 |
|  | 5 mars 2016 - 18 h 37 UTC−08:00 | 5 mars 2016 - 18 h 37 UTC−08:00 |                                 | Australie                       | Match pour la 3e place          | Match pour la 3e place          | 14 |  |                                 |                                 |
|  | Australie                       | 26                              | 6 mars 2016 - 15 h 28 UTC−08:00 | 6 mars 2016 - 15 h 28 UTC−08:00 |                                 |                                 | 14 |  |                                 |                                 |
|  | Australie                       | 26                              | 6 mars 2016 - 15 h 28 UTC−08:00 | 6 mars 2016 - 15 h 28 UTC−08:00 |                                 |                                 |    |  |                                 |                                 |
|  | Argentine                       | 12                              |                                 | États-Unis                      | 10                              |                                 |    |  |                                 |                                 |
|  | Argentine                       | 12                              |                                 | États-Unis                      | 10                              |                                 |    |  |                                 |                                 |
|  |                                 |                                 |                                 |                                 |                                 |                                 |    |  | Afrique du Sud                  | 21                              |
|  |                                 |                                 |                                 |                                 |                                 |                                 |    |  | Afrique du Sud                  | 21                              |

#### Bowl
|  | Quarts de finale                | Quarts de finale                |                |    | Demi-finales                    | Demi-finales                    |  |  | Finale                          | Finale                          |
|  | Quarts de finale                | Quarts de finale                |                |    | Demi-finales                    | Demi-finales                    |  |  | Finale                          | Finale                          |
|  |                                 |                                 |                |    |                                 |                                 |  |  |                                 |                                 |
|  | 5 mars 2016 - 16 h 03 UTC−08:00 | 5 mars 2016 - 16 h 03 UTC−08:00 |                |    | 6 mars 2016 - 11 h 14 UTC−08:00 | 6 mars 2016 - 11 h 14 UTC−08:00 |  |  | 6 mars 2016 - 14 h 38 UTC−08:00 | 6 mars 2016 - 14 h 38 UTC−08:00 |
|  | 5 mars 2016 - 16 h 03 UTC−08:00 | 5 mars 2016 - 16 h 03 UTC−08:00 |                |    | 6 mars 2016 - 11 h 14 UTC−08:00 | 6 mars 2016 - 11 h 14 UTC−08:00 |  |  | 6 mars 2016 - 14 h 38 UTC−08:00 | 6 mars 2016 - 14 h 38 UTC−08:00 |
|  | Écosse                          | 17                              |                |    | 6 mars 2016 - 11 h 14 UTC−08:00 | 6 mars 2016 - 11 h 14 UTC−08:00 |  |  | 6 mars 2016 - 14 h 38 UTC−08:00 | 6 mars 2016 - 14 h 38 UTC−08:00 |
|  | Écosse                          | 17                              |                |    | 6 mars 2016 - 11 h 14 UTC−08:00 | 6 mars 2016 - 11 h 14 UTC−08:00 |  |  | 6 mars 2016 - 14 h 38 UTC−08:00 | 6 mars 2016 - 14 h 38 UTC−08:00 |
|  | Samoa                           | 12                              |                |    | 6 mars 2016 - 11 h 14 UTC−08:00 | 6 mars 2016 - 11 h 14 UTC−08:00 |  |  | 6 mars 2016 - 14 h 38 UTC−08:00 | 6 mars 2016 - 14 h 38 UTC−08:00 |
|  | Samoa                           | 12                              | Russie         | 14 |                                 |                                 |  |  | 6 mars 2016 - 14 h 38 UTC−08:00 | 6 mars 2016 - 14 h 38 UTC−08:00 |
|  | 5 mars 2016 - 16 h 25 UTC−08:00 |                                 | Russie         | 14 |                                 |                                 |  |  | 6 mars 2016 - 14 h 38 UTC−08:00 | 6 mars 2016 - 14 h 38 UTC−08:00 |
|  |                                 | France                          | 15             |    |                                 |                                 |  |  | 6 mars 2016 - 14 h 38 UTC−08:00 | 6 mars 2016 - 14 h 38 UTC−08:00 |
|  | France                          | France                          | 15             | 21 |                                 |                                 |  |  | 6 mars 2016 - 14 h 38 UTC−08:00 | 6 mars 2016 - 14 h 38 UTC−08:00 |
|  | France                          |                                 |                | 21 |                                 |                                 |  |  | 6 mars 2016 - 14 h 38 UTC−08:00 | 6 mars 2016 - 14 h 38 UTC−08:00 |
|  | Angleterre                      | 19                              |                |    |                                 |                                 |  |  | 6 mars 2016 - 14 h 38 UTC−08:00 | 6 mars 2016 - 14 h 38 UTC−08:00 |
|  | Angleterre                      | 19                              | France         | 14 |                                 |                                 |  |  |                                 |                                 |
|  | 5 mars 2016 - 16 h 47 UTC−08:00 |                                 | France         | 14 |                                 |                                 |  |  |                                 |                                 |
|  |                                 | Pays de Galles                  | 28             |    |                                 |                                 |  |  |                                 |                                 |
|  | Pays de Galles                  | Pays de Galles                  | 28             | 31 |                                 |                                 |  |  |                                 |                                 |
|  | Pays de Galles                  | 6 mars 2016 - 11 h 36 UTC−08:00 |                | 31 |                                 |                                 |  |  |                                 |                                 |
|  | Portugal                        | 12                              |                |    |                                 |                                 |  |  |                                 |                                 |
|  | Portugal                        | 12                              | Pays de Galles | 21 |                                 |                                 |  |  |                                 |                                 |
|  | 5 mars 2016 - 17 h 09 UTC−08:00 |                                 | Pays de Galles | 21 |                                 |                                 |  |  |                                 |                                 |
|  |                                 | Écosse                          | 14             |    |                                 |                                 |  |  |                                 |                                 |
|  | Russie                          | Écosse                          | 14             | 19 |                                 |                                 |  |  |                                 |                                 |
|  | Russie                          |                                 |                | 19 |                                 |                                 |  |  |                                 |                                 |
|  | Canada                          | 10                              |                |    |                                 |                                 |  |  |                                 |                                 |
|  | Canada                          | 10                              |                |    |                                 |                                 |  |  |                                 |                                 |

### Matchs de classement

#### Plate
|  | Demi-finales                    | Demi-finales                    |       |    | Finale                          | Finale                          |
|  | Demi-finales                    | Demi-finales                    |       |    | Finale                          | Finale                          |
|  |                                 |                                 |       |    |                                 |                                 |
|  | 6 mars 2016 - 10 h 30 UTC−08:00 | 6 mars 2016 - 10 h 30 UTC−08:00 |       |    | 6 mars 2016 - 14 h 13 UTC−08:00 | 6 mars 2016 - 14 h 13 UTC−08:00 |
|  | 6 mars 2016 - 10 h 30 UTC−08:00 | 6 mars 2016 - 10 h 30 UTC−08:00 |       |    | 6 mars 2016 - 14 h 13 UTC−08:00 | 6 mars 2016 - 14 h 13 UTC−08:00 |
|  | Kenya                           | 14                              |       |    | 6 mars 2016 - 14 h 13 UTC−08:00 | 6 mars 2016 - 14 h 13 UTC−08:00 |
|  | Kenya                           | 14                              |       |    | 6 mars 2016 - 14 h 13 UTC−08:00 | 6 mars 2016 - 14 h 13 UTC−08:00 |
|  | Japon                           | 19                              |       |    | 6 mars 2016 - 14 h 13 UTC−08:00 | 6 mars 2016 - 14 h 13 UTC−08:00 |
|  | Japon                           | 19                              | Japon | 7  |                                 |                                 |
|  | 6 mars 2016 - 10 h 52 UTC−08:00 |                                 | Japon | 7  |                                 |                                 |
|  |                                 | Nouvelle-Zélande                | 27    |    |                                 |                                 |
|  | Nouvelle-Zélande                | Nouvelle-Zélande                | 27    | 24 |                                 |                                 |
|  | Nouvelle-Zélande                |                                 |       | 24 |                                 |                                 |
|  | Argentine                       | 19                              |       |    |                                 |                                 |
|  | Argentine                       | 19                              |       |    |                                 |                                 |

#### Shield
|  | Demi-finales                    | Demi-finales                    |        |    | Finale                          | Finale                          |
|  | Demi-finales                    | Demi-finales                    |        |    | Finale                          | Finale                          |
|  |                                 |                                 |        |    |                                 |                                 |
|  | 6 mars 2016 - 11 h 58 UTC−08:00 | 6 mars 2016 - 11 h 58 UTC−08:00 |        |    | 6 mars 2016 - 15 h 03 UTC−08:00 | 6 mars 2016 - 15 h 03 UTC−08:00 |
|  | 6 mars 2016 - 11 h 58 UTC−08:00 | 6 mars 2016 - 11 h 58 UTC−08:00 |        |    | 6 mars 2016 - 15 h 03 UTC−08:00 | 6 mars 2016 - 15 h 03 UTC−08:00 |
|  | Canada                          | 24                              |        |    | 6 mars 2016 - 15 h 03 UTC−08:00 | 6 mars 2016 - 15 h 03 UTC−08:00 |
|  | Canada                          | 24                              |        |    | 6 mars 2016 - 15 h 03 UTC−08:00 | 6 mars 2016 - 15 h 03 UTC−08:00 |
|  | Angleterre                      | 7                               |        |    | 6 mars 2016 - 15 h 03 UTC−08:00 | 6 mars 2016 - 15 h 03 UTC−08:00 |
|  | Angleterre                      | 7                               | Canada | 12 |                                 |                                 |
|  | 6 mars 2016 - 12 h 20 UTC−08:00 |                                 | Canada | 12 |                                 |                                 |
|  |                                 | Samoa                           | 24     |    |                                 |                                 |
|  | Portugal                        | Samoa                           | 24     | 14 |                                 |                                 |
|  | Portugal                        |                                 |        | 14 |                                 |                                 |
|  | Samoa                           | 29                              |        |    |                                 |                                 |
|  | Samoa                           | 29                              |        |    |                                 |                                 |

## Bilan
Statistiques sportives
- Meilleur marqueur du tournoi :
- Meilleur marqueur d'essais du tournoi : Seabelo Senatla ( Afrique du Sud) avec 11 essais